# Elvin Morton Jellinek
Elvin Morton Jellinek, magyarosan Jellinek Morton (New York, 1890. augusztus 15. – Stanford, 1963. október 22.) magyar (cseh)–zsidó származású amerikai biológus, egyetemi tanár, az alkohológia egyik megalkotója. Fiatalon néprajztudománnyal is foglalkozott.

## Családja
Csehországi eredetű zsidó családból származott. Nagyapja Jellinek Mór (Moritz Jellinek, 1823–1883) gabonakereskedő volt, de már Magyarországon működött. Apai nagyanyja Jellinek Mórné Fuchs Johanna. Nagyapja fivérei Adolf Jellinek (1821–1893) bécsi főrabbi és Hermann Jellinek (1822–1848) filozófusok voltak. Édesapja Jellinek Márkus Erwin Marcell (1858–1939) kereskedő, édesanyja Rosa Jacobson (Jellinek Rózsa, 1867–1966) operaénekes (művésznevén Marcella Lindh) volt. Nagybátyjai Jellinek Henrik (1853–1927) közgazdász és Jellinek Arthur (1852–1929) jogtudós.

## Élete
Jellinek már Amerikában született, ahol édesapja ideiglenesen tartózkodott. Később (5 éves kora körül) szüleivel visszatért Magyarországra (húga, Edit is itt született), és itt is folytatott tanulmányokat a Budapest VI. kerületi Váci úti Iskolában, majd az V. kerületi Királyi Állami Főgimnáziumban. Itt érettségizett 1908-ban. 1911 és 1914 között a Lipcsei Egyetemen tanult filozófiát, nyelvészetet, néprajzot és vallási ismereteket. Valószínűleg rövid ideig a Berlini és a Grenoble-i Egyetemen is megfordult. Már 1912-től tagja a Magyar Néprajzi Társaságnak, ekkoriban kisebb néprajzi tanulmányokat is írt.
Az 1920-as évekbeli működése nem teljesen ismert, nagy valószínűség szerint kivándorolt, és Latin-amerikai országokban (Sierra Leone-ban és Hondurasban) dolgozott kereskedelmi vállalatoknál, illetve folytatott agrármérnöki kutatásokat. Az 1930-as évektől az Amerikai Egyesült Államokban élt, és különböző kórházakban dolgozott orvosként. Itt figyelt föl az alkohológiai kutatásokra, és 1942-ben megírta Alkoholfüggőség és Krónikus Alkoholizmus, amely nagy hírnevet szerzett neki. 1941 és 1952 között a Yale Egyetemen oktatott. Alkohológiai folyóiratot is szerkesztett, illetve Egészségügyi Világszervezet tanácsadói tisztségét is betöltötte. 1958-tól a Torontói Egyetem pszichiátriai iskolájának, 1962-től a kaliforniai Stanford Egyetem munkatársa volt. 1963-ban hunyt el 73 éves korában. Érdekesség, hogy édesanyja 3 évvel túlélte.
Nevéhez fűződik az alkoholizmus stádiumait bemutató, úgynevezett Jellinek-diagram és az alkoholisták számának becslésére használt, Jellinek-képlet megalkotása. Nevéről díjat neveztek el, amely napjainkban is az egyik legrangosabb elismerésnek számít az alkohológia tudományában.

## Művei magyarul
Jellinek fiatalon, az 1910-es években recenziókat publikál az Ethnographia című magyar néprajzi folyóiratba (pl. Jellinek Morton: Dr. Siuts, Hans: Jenseitsmotive im deutsehen Volksmärchen, Jellinek Morton: Dr. Bibó István: A számok jelentése és a gondolkodás alapformáinak története) 
. Megjelent egy kisebb, 59 oldalas könyve is A saru eredete címmel (Dick Manó Kiadása, Budapest, 1917).
Később (kivándorlása után) munkásságának nagy részét angol nyelven írta. Ebből eddig (2021) egyetlenegy tanulmányrészlet került lefordításra:
- Jellinek, E. M.: Az alkoholfüggőség kialakulásának fázisai. In: Buda Béla – Bonta Mihály (szerk.): Viselkedés? Betegség? Társadalmi probléma? Medicina Kiadó, Budapest, 1985, 17–33. o. (Alkohológiai Kiskönyvtár-sorozat)

## Mendemondák
Egyesek személyét összefüggésbe hozták azzal a bizonyos Morton Jellinekkel, aki 1918 táján miniszterelnökségi titkárként nagy vagyonokat keresett illegális módon különböző pénzügyi spekulációkkal, majd Dél-Amerikába szökött. Ezekre az egyezésekre azonban nincs bizonyíték. A történetet Frank László dolgozta fel Szélhámosok – Kalandorok című könyvében (Bibliotheca Kiadó, Budapest, 1957).

## Fordítás
- Ez a szócikk részben vagy egészben  az   E. Morton Jellinek című angol Wikipédia-szócikk fordításán alapul.  Az eredeti cikk szerkesztőit annak laptörténete sorolja fel. Ez a jelzés csupán a megfogalmazás eredetét és a szerzői jogokat jelzi, nem szolgál a cikkben szereplő információk forrásmegjelöléseként.

## Külső források
- Morton Jellinek két élete. mindentkimondani.blog.hu. (Hozzáférés: 2021. december 22.)
- Az alkoholfüggőség mértékegysége. medicalonline.hu. (Hozzáférés: 2021. december 22.)
- Az alkoholizmuskezelés amerikai egyesült államokbeli modelljei a változó társadalmi-történeti kontextusok tükrében. szociologia.btk.pte.hu. (Hozzáférés: 2021. december 22.)
- E.M. Jellinek – az alkohológia úttörője. velocigiraffe.blog.hu. (Hozzáférés: 2021. december 22.)
- Elvin M. Jellinek. britannica.com. (Hozzáférés: 2021. december 22.)